# Deutscher Schillerbund

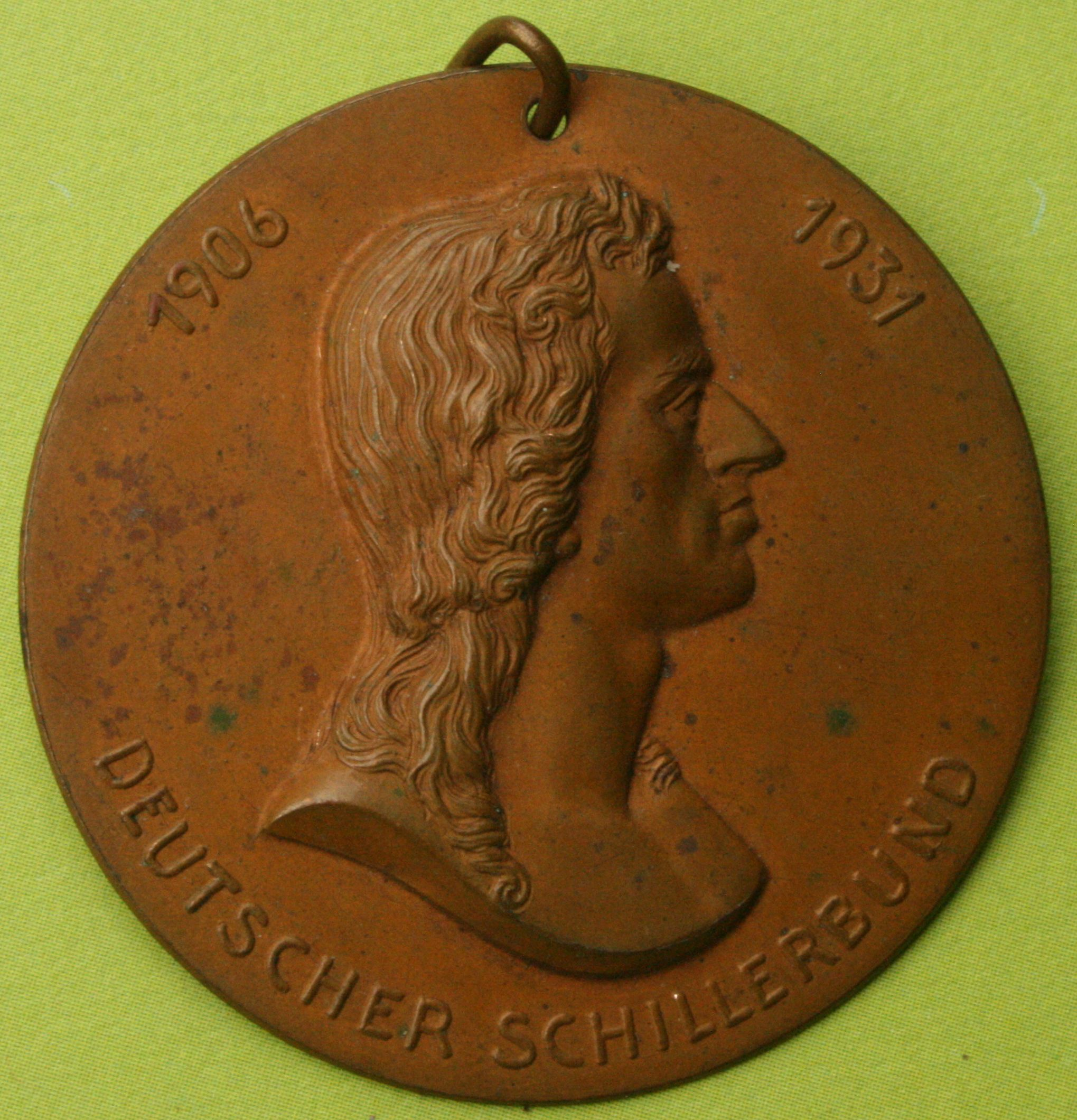
Friedrich-Schiller-Plakette des Deutschen Schillerbundes

Der Deutsche Schillerbund war ein Verein, der dem kulturellen Erbe des Dichters Friedrich Schiller verpflichtet war.

## Geschichte

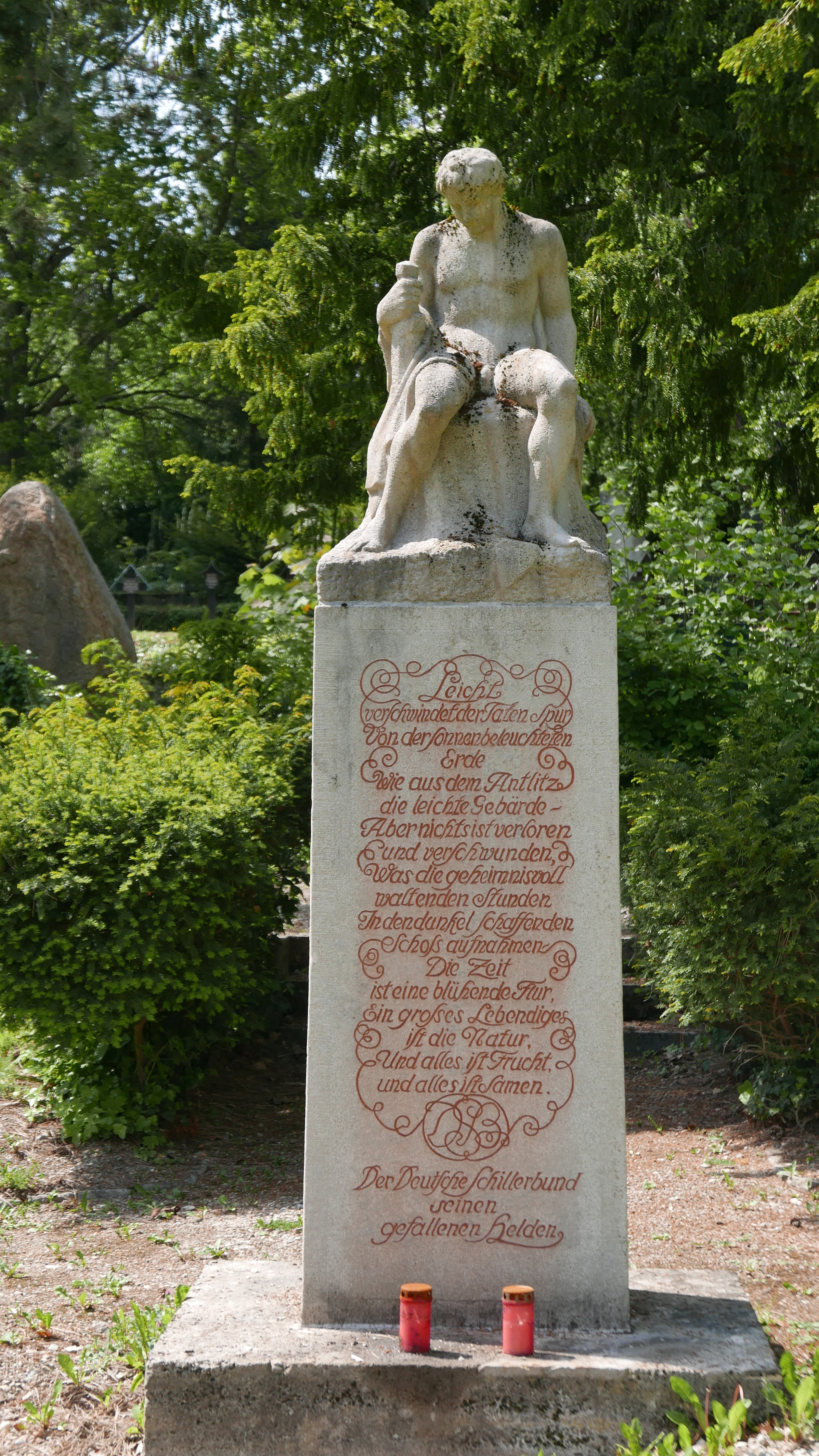
Denkmal für die Gefallenen des Deutschen Schillerbundes

Der Schillerbund wurde am 30. September 1906 in Weimar auf dem ersten sogenannten Nationalbühnentag gegründet. Der zweite Nationalbühnentag fand 1908 unter dem Vorsitz von Wilhelm Schultze-Arminius statt. Der Vorstand bestand insgesamt aus 28 Personen.
Schirmherr war Großherzog Wilhelm Ernst (Sachsen-Weimar-Eisenach), der ihm allerdings nur mäßiges Interesse und Engagement entgegenbrachte.
Der Bund hatte wiederum Ortsvereine. Einer der Mitgründer des Deutschen Schillerbundes war der Direktor des Schillerhauses Weimar Eduard Scheidemantel. Initiator war Adolf Bartels, der allerdings bereits 1913 wieder ausgetreten war. Bartels wollte offenbar „ein Bayreuth für das Schauspiel schaffen, das besonders der deutschen Jugend gewidmet sein soll“. Bartels Austritt erfolgte, weil er infolge seiner zunehmenden rassistischen und völkischen Hetze aus dem Bund gedrängt wurde. Unschwer ist zu erkennen, dass Weimar hier in der Vorstellung Bartels gewissermaßen zum Pendant zu den Festspielen zu Ehren Richard Wagners werden sollte. Auch die Richard-Wagner-Stipendienstiftung hatte sich zum Ziel gesetzt, jungen talentierten Musikern den Besuch der Bayreuther Festspiele zu ermöglichen. Dieses gehört zur frühen Geschichte des Richard-Wagner-Verbandes. Der Verein strebte eine Erneuerung des deutschen Theaters an mit dem Ziel, der Jugend ein unvergessliches Erlebnis mit den Klassikern zu verschaffen, die am Weimarer Hoftheater aufgeführt werden sollten. Der Verein organisierte seit 1909 die Jubiläumsveranstaltungen zu Ehren Schillers wie die Nationalfestspiele für die deutsche Jugend, die von Adolf Bartels begründet wurden, auch mit Mitteln aus öffentlicher Hand. Das lässt sich auch aus den Reichstagsprotokollen ersehen. Der Verein letztlich war eine nationalistisch oder auch völkisch orientierte Gesellschaft. Völkisches Gedankengut war bereits zur Gründungszeit des Vereines ohnehin in der Weimarer Kulturwelt sehr verbreitet. Es kam zu einem förmlichen Schillerkult, der der Karikatur nicht entgangen war. Die letzten derartigen Nationalfestspiele fanden 1943 statt.
Im Nationalsozialismus wurden im Jahre 1937 die Nationalfestspiele in Weimar-Festspiele der deutschen Jugend umbenannt. Die Eröffnungsrede am 14. Juni 1937 hielt Reichsjugendführer Baldur von Schirach. Ein Jahr später 1938 wurden jüdische Mitglieder der Goethe-Gesellschaft ausgeschlossen. Das ist auch für den Deutschen Schillerbund anzunehmen.
Der Schillerbund gab eine eigene Zeitschrift heraus. Die Vereinigung bestand bis 1949.
Ein Denkmal für die Gefallenen des Deutschen Schillerbundes des Ersten Weltkrieges befindet sich auf dem Weimarer Hauptfriedhof. Geschaffen wurde es von dem Bildhauer Josef Heise.
Mit dem Ende des Deutschen Schillerbundes war aber nicht ein Ende von offiziellen Schiller-Ehrungen in Weimar verbunden. So hatten die Schiller-Ehrungen von 1955 und 1959 in der Wiederaufnahme der Tradition der Weimarer Festtage mit einer Erweiterung von 1961, aus der die Weimartage der Jugend hervorgingen, die ab 1980 Weimartage der FDJ hießen und letztmals vom 1. Juli bis zum 9. Juli 1989 stattfanden, ihren Ausdruck gefunden. Dabei waren nicht nur kulturelle Veranstaltungen inbegriffen, sondern auch der obligatorische Besuch des KZ Buchenwald.
Nicht nur in der DDR wurde versucht, Schiller für politische Ziele zu vereinnahmen. Das findet sich auch im Bereich des Rechtsextremismus in der Bundesrepublik Deutschland. Im Kameradschaftsring Nationaler Jugendverbände bzw. Deutsches Kulturwerk Europäischen Geistes gab es einen 1955 von Herbert Böhme gegründeten Schillerbund deutscher Jugend (Schillerjugend), der als eine rechtsextreme Jugendorganisation eingestuft wurde.